# 富山県道71号池尻福野線
富山県道71号池尻福野線（とやまけんどう71ごう いけのしりふくのせん）は、富山県南砺市を通る県道（主要地方道）である。

## 概要

### 路線データ
- 起点：富山県南砺市池尻211番3[1]（富山県道21号井波城端線交点、富山県道284号井波井口城端線交点）
- 終点：富山県南砺市福野1663番2[1]（横町交差点、富山県道20号砺波福光線交点・富山県道279号安居福野線交点・富山県道280号井波福野線交点）

## 歴史
- 1960年（昭和35年）4月23日：路線認定[1][2]。
- 1993年（平成5年）5月11日 - 建設省から、県道池尻福野線・県道福野城端線の一部・県道安居福野線の一部が池尻福野線として主要地方道に指定される[3]。

## 路線状況

### 重複区間
- 富山県道370号富山庄川小矢部自転車道線（南砺市八塚 - 南砺市苗島）
- 富山県道277号福野城端線（南砺市苗島 - 南砺市福野・上町交差点）
- 富山県道279号安居福野線・富山県道280号井波福野線（南砺市福野・上町交差点 - 南砺市福野・横町交差点）

## 地理

### 通過する自治体
- 南砺市

### 交差する道路
- 富山県道21号井波城端線・富山県道284号井波井口城端線（南砺市池尻、起点）
- 富山県道27号金沢井波線（富山県道284号井波井口城端線 重複）（南砺市安清・安清交差点）
- 富山県道370号富山庄川小矢部自転車道線（南砺市八塚）
- 富山県道370号富山庄川小矢部自転車道線（南砺市苗島）
- 富山県道277号福野城端線（南砺市苗島）
- 富山県道278号福野停車場線（南砺市松原新）
- 富山県道277号福野城端線、富山県道279号安居福野線（富山県道280号井波福野線 重複）（南砺市福野・上町交差点）
- 富山県道20号砺波福光線・富山県道279号安居福野線（富山県道280号井波福野線 重複）（南砺市福野・横町交差点、終点）

### 周辺
- いのくち椿館
- 南砺市立井口中学校
- となみ衛星通信テレビ
- 川田テクノロジーズ 富山本社
  - 川田工業 富山工場
- 南砺市役所 福野庁舎（福野行政センター、旧福野町役場）
- 福野郵便局
- JR城端線 福野駅
- 南砺市立福野中学校
- 砺波信用金庫 本店
- 福野文化創造センターヘリオス